# Iarna bărbaților
Iarna bărbaților este un volum de nuvele de Ștefan Bănulescu care a fost publicat prima dată în 1965 de către Editura pentru Literatură. Autorul a debutat editorial la 39 de ani cu acest volum de nuvele. Versiunea definitivă a volumului de nuvele a apărut în 1979 la Editura Eminescu, aceasta cuprinde și mai multe poezii ale autorului grupate sub denumirea Cântece de câmpie. Atât în volumul de nuvele Iarna bărbaților cât și în cel de versuri, Cântece de câmpie (1968), apar o serie de simboluri specifice: dropia, cocoșul, masa cu oglinzi, salcia, salcâmul.
Iarna bărbaților marchează în literatura română trecerea de la realismul socialist al anilor 1950 spre noul tradiționalism. 
Volumul a primit premiul pentru proză al Uniunii Scriitorilor. A apărut integral (sau parțial în antologii) în limbile germană, franceză, engleză, spaniolă, rusă, sârbă, polonă, cehă, maghiară.

## Cuprins
- Mistreții erau blînzi
- Dropia
- Satul de lut
- Vară și viscol

1. Lăsați-vă săniile și femeile și veniți
2. Vremea cuvintelor
3. Chipul cailor și frica păpușarului
4. Monolog în fața fluviului
5. La curtea ospățului
6. Măști fără oameni
7. Un trup gol se întoarce pe pământ și pe apă

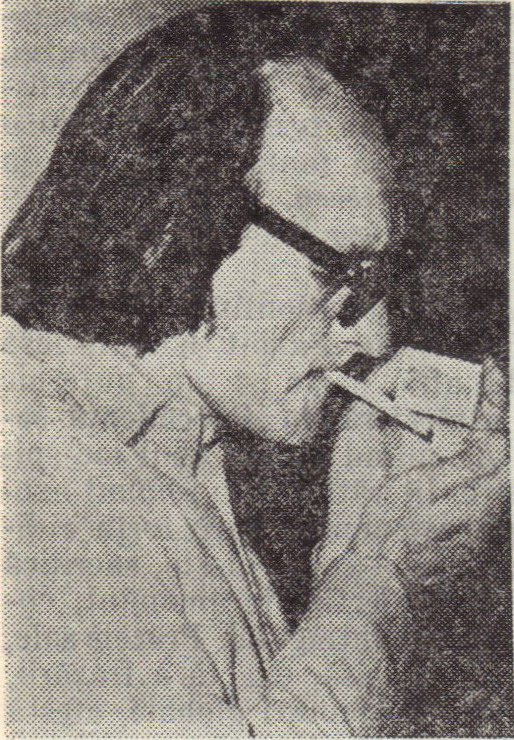
Autorul volumului Iarna bărbaților, Ștefan Bănulescu

8. Cenușa de ieri
9. Podul de dar

- Masa cu oglinzi

1. Liniște și frică
2. Memoria de amiază
3. Trăsura galbenă cu cai negri
4. Vești de pace
5. Târg la flacăra lămpii
6. Un om vine cu tunul acasă
7. Pe drumul subțire
8. Ceasul de aur al lui Silvestru
9. Plânsul lui Caius

- Gaudeamus

1. Arhip
2. Furgonul de pâine

- Vieți provizorii

1. Clopotul lui Polidor
2. Pălăria de pai
3. Ploaia și biserica pe roate

- Casa cu ecouri tîrzii

## Prezentare
În afară de nuvela Dropia, celelalte sunt fixate în timpul celui de-al doilea război mondial sau în primii ani de pace de după război, fie ca un fundal foarte îndepărtat ca în Mistreții erau blînzi, fie ca o realitate foarte apropiată în restul scrierilor.

### Mistreții erau blînzi
Mistreții erau blînzi este prima nuvelă a volumului, acesta este o nuvelă mitică, bazată pe un motiv răspândit în toată lumea, cel al potopului. Efectele revărsării Dunării sunt prezentate de autor într-o viziune apocaliptică ca o întoarcere la haos și lipsa comunicării. Cuvintele nu mai au niciun rost, astfel încât discursul diaconului Ichim se sfărâmă în viscol, vorbele sale nearticulate nu au niciun sens. 
Tema nuvelei este confruntarea dintre om și forțele dezlanțuite ale naturii. Scriitorul descrie o comunitate tradițională din Delta Dunării ce se încăpățânează sa rămână într-un loc neprielnic, unde an de an se luptă cu apele revărsate. 
Ichim este un străin care vrea să se identifice cu destinul acestei comunități, el are o viață dublă,  conștientă și onirică. În vise el aspiră spre o alta zonă, mai sigură și mai uscată. Dimineața visele ale unt uitate, niciodată nu a dorit să părăsească această comunitate. 
Personajul principal al nuvelei este Condrat, definit de aceeași rezistență puternică în fața apelor. Ca și ceilalți, el nu renunță la valorile umane, el rătăcește cu barca pentru a găsi o bucată de pământ uscat pentru a-și îngropa fiul decedat. Celor din barcă (printre care se află soția sa Fenia) li se alătură Vica, o prezență fantastică și erotică, considerată un fel de spirit al Deltei. Ea este o femeie cu un trup mare si puternic, un personaj fabulos inspirat din mitologia românească. Mulți cred că Vica se ascunde prin stuf, că rochia de pe ea a putrezit și că merge înfășurată în papură ca paparudele sau că prinde pește pe sub apă ca vidrele Ca și Ichim are o natură duală, este văzută atât ca un duh al apelor (o știmă sau o paparudă) cât și ca un simbol al erotismului (ca o șerpoaică).
În nuvelă există mai multe simboluri. Unul ar fi stejarul culcat de furtună în pădure, considerat mult timp verde. Apele îi dezvăluie putreziciunea interioară ca un simbol al sfârșitului lumii. Un alt simbol, al regenerării vieții este turma de mistreți blânzi de la sfârșitul nuvelei. Joaca mistreților provoacă veselia comunității ca o sfidare în fața furiei potopului.

### Dropia
Dropia este o nuvelă erotică, despre Miron, un personaj care privește în urmă, la trecutul său și are un sentiment de neîmplinire deoarece de două ori a întâlnit femeia potrivită în viață și și-a ratat șansele. În tinerețe a iubit o fată din sat, dar în lipsa lui indiferentă, aceasta a fost pețită și s-a măritat în satul vecin. Plecat mai târziu s-o caute, Miron și-a dat seama că aleargă după o himeră. În satul vecin o va întâlni pe soția pândarului, o femeie desăvârșită care nu are ce căuta lângă soțul ei necioplit. Cu aceasta ar putea avea o viață fericită, dar încă odată iubirea sa nu se împlinește. Această femeie va muri curând cu același sentiment că a trăit degeaba. 
Dropia devine astfel povestea unor oameni care trec unul pe lângă altul în viață dar, din diverse motive, eșuează în a dezvolta o relație de dragoste, rămânând în cele din urmă doar cu un sentiment apăsător al eșecului și al ratării.
Dropia himerică devine o parabolă și avertizează în legătură cu imposibilitatea atingerii unui țel din genul mirajului.

### Satul de lut
Nuvela Satul de lut este narată la persoana I, o retrospectivă a celui de-al doilea război mondial. Naratorul vrea să dezlege enigmele acelui timp, să-și dea seama ce s-a întâmplat cu adevărat în aceea perioadă. 
Textul este plin de ambiguitate, prezintă situații neclare, fără a da nicio rezolvare enigmelor. Nu se cunoaște nimic exact, totul se bazează pe presupuneri care nu duc la nicio concluzie. 
Naratorul se duce într-un sat din Prahova pentru a dezlega misterul dispariției regimentului 14, dar acesta este doar un pretext epic ce reprezintă intriga acestei lucrări literare. Scopul evident este de a crea o imagine a războiului printr-un carusel de imagini fără legătură între ele (motociclete și blindate germane trec în mare viteză, iar bombardiere americane se îndreaptă spre câmpurile petroliere și spre rafinării). 

### Vară și viscol
În Vară și viscol, locotenentul Alexandru Oboga și caporalul (un fel de Don Quijote și Sancho Panza) rătăcesc prin pustiuri pârjolite de soarele de iulie, cufundați într-un peisaj ireal cutreierat fantomatic de cai ciudați cu bărbi galbene, în căutarea unui dezertor. Caporalul are friguri și delirează, i se pare că toți caii se adună în spatele lor și îi urmează cu mânji cu tot. Ajung într-o așezare cu vechi ritualuri de demult, păgâne, precreștine, de închinare la soare (simbol evocat în mai multe scrieri ale lui Bănulescu). Este descris un ritual păgân de priveghi într-un climat fabulos cu zăcăminte magice.

### Masa cu oglinzi
În nuvela Masa cu oglinzi un grup călătorește prin Bărăganul pârjolit de secetă către un oraș aflat la marginea câmpiei. Caius, un om din zonă, îi asigură pe ceilalți că orașul este în apropiere cu toate că nu există niciun semn care anunță de obicei că un oraș se află în apropiere: „câmpie goală și atât, nicio turlă, nicio dâră de fum”. Grupului i se alătură mereu alți și alți drumeți, toți au senzația că-i văd conturul, că-i aud rumoarea, năluciri ale mirajului. Cu toate acestea orașul există, dar cine ajunge în el i se pare o așezare moartă, pietrificată cu ferestre „mascate pe dinăuntru în plină zi cu hârtie neagră de camuflaj”. Ceea ce dă o senzație a mișcării este doar masa cu oglinzi, acesta este un obiect ciudat aflat în centrul orașului, care captează razele solare și care răspândește în jur o sumedenie de reflexe care dau iluzia realului. Orașul este o proiecție a câmpiei limitrofe care răspândește miraje.

### Gaudeamus
Războiul este redat de data aceasta din punctul de vedere al unor eroi intelectuali. Tinerii care au fost pe front și au supraviețuit și s-au întors, au revenit într-o lume diferită total de cea pe care o știau. Atmosfera primelor luni de pace în București este redată cu vigoare plastică, un realism al restituirii reprodus cu fermitate.

### Vieți provizorii
Nuvela Vieți provizorii a fost adăugată volumului la publicarea ediției a III-a în 1971.

### Casa cu ecouri tîrzii
Nuvela Casa cu ecouri tîrzii a fost adăugată volumului împreună cu Vieți provizorii la publicarea ediției a III-a în 1971.

## Analiză literară
Nuvelele din Iarna bărbaților prezintă un artist al stilului multivalent. În textele sale apare mereu sugestia unei realități dincolo de text, un strat secund de semnificații către care cititorul este condus prin revelări treptate.
Perpessicius afirmă că Iarna bărbaților e una din cărțile despre care niciodată nu se va fi vorbit îndeajuns...
Volumul marchează tranziția din literatura română de la realismul socialist al anilor 1950 către noul tradiționalism de la sfârșitul anilor 1960, începutul anilor 1970. Ștefan Bănulescu păstrează și folosește vechea tematică de evocare a celui de-al doilea război mondial, punerea în lumină a figurii comunistului, colectivizarea, însă adaugă în plus o atracție pentru universul arhaic și tradițional, pentru obiceiurile de demult care au substrat magic precreștin.
Lumea nuvelelor este reconstituită liric în volumul Cântece de câmpie prin folosirea acelorași elemente ale naturii și de ambianță omenească. Apar aceleași simboluri, dropia, nisipurile alunecătoare, salcâmul, miriștea pârjolită de soare.
Între volumele Cântece de câmpie, Iarna bărbaților și Cartea Milionarului există numeroase punți, între ele circulă numeroase simboluri, motive, figuri umane, în versiuni sporite și nuanțate care se dezvoltă de la o scriere la alta și-și ramifică și-și adâncesc semnificațiile. Rezultă astfel o lume unicat ale cărei structuri se îmbină.
Ovidiu Ghidirmic crede că Mistreții erau blânzi nu se circumscrie cu totul sferei fantastice, ci numai prin anumite elemente. Despre Dropia afirmă că este „o capodoperă a literaturii fantastice, reprezentând punctual cel mai înalt [vârf] al creației lui Ștefan Bănulescu [...]  în Dropia [apar] două călătorii: una în spațiu și alta în timp. Călătoria în spațiu formează planul realist al nuvelei, iar călătoria în timp (povestea lui Miron), mult mai tulburătoare prin semnificații, planul fantastic.”

## Primire
Volumul Iarna bărbaților a primit premiul pentru proză din partea Uniunii Scriitorilor. 
A fost tradus și a apărut integral (sau parțial în antologii) în limbile germană, franceză, engleză, spaniolă, rusă, sârbă, polonă, cehă, maghiară.

## Istoria publicării
- În perioada 1963 - 1964: începe publicarea nuvelelor sale în periodice (Gazeta literară și Luceafărul); apar, în ordinea tipăririi, Mistreții erau blînzi, Dropia, Gaudeamus, Masa cu oglinzi, Satul de lut, Vară și viscol.
- Bănulescu, Ștefan - Iarna bărbaților, Volum de nuvele. Editura pentru Literatură, 1965
- Bănulescu, Ștefan - Iarna bărbaților, Volum de nuvele. Editura pentru Literatură, 1967. Ediția a II-a
- Bănulescu, Ștefan - Iarna bărbaților, Volum de nuvele. Editura Cartea Românească, 1971. Ediția a III-a. Nuvele revizuite: Vară și viscol, Masa cu oglinzi și Gaudeamus. Sunt adăugate în volum alte două nuvele: Vieți provizorii (din 1967) și Casa cu ecouri tîrzii (1970).
- Bănulescu, Ștefan - Iarna bărbaților. Cântece de câmpie, Nuvele și poezii. Biblioteca de proză română contemporană, Editura Eminescu, 1979. Ediția a IV-a; (Ne varietur)
- Bănulescu, Ștefan - Iarna bărbaților. Cântece de câmpie, Nuvele și poezii. Biblioteca pentru toți,  nr. 1364, Editura Minerva, 1991
- Bănulescu, Ștefan - Un regat imaginar (conține nuvela Iarna bărbaților),  Editura ALLFA, 1997
- Bănulescu, Ștefan - Iarna bărbaților, Biblioteca pentru toți,  nr. 146, Jurnalul Național, 2012[7]
- Bănulescu, Ștefan - Iarna bărbaților. Editura Art, ian. 2016[8]

Nuvela Dropia a fost inclusă în antologia  Masca: proză fantastică românească, vol. 2, Editura Minerva din 1982, editor Alexandru George. Nuvela a fost tradusă ca The Bustard și a fost inclusă în antologia Romanian fantastic tales, Editura  Minerva, 1981, traducere în limba engleză de Ana Cartianu.

## Traduceri
Iarna bărbaților a fost publicat în franceză, sârbă, germană, rusă și în alte limbi.
Volumul a fost tradus și publicat în limba rusă în 1968 ca Зима мужественных (Editura Progress, Moscova).
În limba germană a apărut în 1983 ca Männerwinter: Novellen (Iarna bărbaților: Nuvele) la Editura Kriterion, traducere de Flora Frohlich.
În 1996 a apărut în limba franceză sub denumirea Quand les sangliers étaient doux (Mistreții erau blânzi) - traducere și prefață de Georgeta Horodinca, editura J. Chambon.
Fragmente au fost traduse în limba engleză de scriitoarea americană Jean Harris împreună cu Constantin Virgil Bănescu.

## Legături externe
- Iarna bărbaților, goodreads.com
- Iarna bărbaților, isfdb.org

## Vezi și
- Nuvelă fantastică
- 1965 în literatură
- Proza fantastică românească